# Чёрный Обелиск (група)
«Чёрный Обели́ск» — радянська і російська метал-група, яка існувала у період 1986—1988 і 1990—1997 років під лідерством бас-гітариста, вокаліста, автора текстів і музики Анатолія Крупнова, а після його смерті колектив був реорганізований у 1999 році кількома колишніми учасниками.

## Історія

### Передісторія
Становлення групи розпочалося наприкінці 1985 року, коли ряд учасників гурту "Проспект" (Анатолій Крупнов — бас, вокал, Микола Агафошкін — барабани, Костянтин «Костиль» Дєнєжкін — гітара, Євген Чайко — звукооператор, Андрій «Батюшка» Дєнєжкін — світлооператор) відділились задля створення власного колективу. До них приєднався гітарист Микола Коробов. Цей склад під керівництвом  Крупнова створив чотири композиції у рок-н-рольно-хардовій стилістиці, котрі були записані на двоканальний магнітофон.
Однією з багатьох пробних назв гурту була «Монумент». Але у 1986 році Анатолій Крупнов придумав назву за однією зі своїх улюблених книг Еріха Марії Ремарка «Чёрный обелиск».

### 1986—1988
Літом 1986 року Крупнов, незадоволений рівнем музикантів, починає шукати нових гітаристів. Наприкінці червня 1986 року він знайомиться з гітаристом Юрієм «Алексісом» Алєксєєвим і пропонує йому стати учасником новоствореного «Чёрного обелиска». Юрій записує кілька соло на старі пісні, але від пропозиції приєднатися до колективу поки відмовляється.
У результаті пошуків першими гітаристами стають Михайло «Ботанік» Свєтлов і Юрій «Жах» Анісімов. Офіційною датою народження колективу «Черный обелиск» вважається  1 серпня 1986 року.
Склад «Черного обелиска» літа 1986 року: Анатолій Крупнов — бас-гітара, вокал; Микола Агафошкін — барабани; Михайло Свєтлов — гітара; Юрій Анісімов — гітара; Євген Чайко — звукооператор; Андрій Дєнєжкін — світлооператор. Безумовним лідером гурту стає Анатолій Крупнов.
Упродовж майже двох місяців наступних репетицій Анатолій Крупнов пише для колективу п'ять пісень («Апокалипсис», «Чёрный обелиск», «Троянский конь», «Абадонна», «Болезнь») і вже 23 вересня 1986 року на репетиційній базі (в клубі «Шерсть-сукно») відбувся  перший виступ колективу «Чёрный обелиск». Після цього концерту групі надходить пропозиція стати учасником «Московської рок-лабораторії», яку вона приймає. Колектив отримує можливість давати регулярні концерти і «Черный обелиск» активно набирає популярність (до цього моменту у репертуарі «Черного обелиска» появилась ще одна, яка стала справжнім хітом групи, пісня «Полночь»).
Після концерту у ДК «ім. Войтовича» місце Михайла Свєтлова у групі займає гітарист Юрій Алєксєєв.
Наприкінці 1986 року у руки Анатолію Крупнову потрапляє збірник французького поета-символіста Шарля Бодлера, на вірші котрого він пише нові пісні: «Вступление» і «Фантастическая гравюра». Спочатку на концертах, вступ до «Фантастичної гравюри» Крупнов виконував на скрипці. На початку грудня 1986 року у ДК «Червоний жовтень» записує концертний магнітофонний альбом гурту «Черный Обелиск», який представляв першу програму групи, з заголовком «Апокаліпсис».
З цього періоду звукооператор Евгеній Чайко почав записувати практично всі концертні виступи «Чёрного Обелиска».
Часті виступи і магнітофонні записи зумовлювали активний  ріст популярності «Чёрного Обелиска».
На початку 1987-го колектив спробував записати у студії програму «Апокаліпсис», але через відсутність належного досвіду запис не вдався і занедбався. Тоді гурт налаштував звук і на репетиційній базі «у живому режимі» записав композиції з концертного «Апокаліпсиса», додавши до них пісні «Чёрный обелиск» і «Литании Сатане».
У 1987 році Анатолій Крупнов продовжує створювати цикл пісень на вірші Шарля Бодлера. Пишуться пісні «Литании Сатане», «Сплин», інструментальна композиція «Неотвратимое» (котра у силу своєї складності на концертах виконувалась лише одного разу). Згодом створюється інструментальна п'єса «Цветы зла», яка містила у своїй середній частині музичні фрагменти всіх композицій з циклу пісень на вірші Бодлера.
У цей період група набуває величезної популярності, що межує з ажіотажем, і дає по 8-10 концертів у місяць, як в Москві так і на виїзних гастролях СРСР.
У березні 1987 року у «Чёрный обелиск» повертається гітарист Михайло Свєтлов, котрий замінив Юрія Анісімова. Колектив набуває свій, «класичний» для того часу, склад: Анатолій Крупнов — бас-гітара, вокал; Микола Агафошкін — барабани; Юрій Алєксєєв — гітара; Михайло Свєтлов — гітара.
Починаючи з середини 1987 року, концертна програма групи складається з пісень Крупнова: «Апокалипсис», «Абадонна», «Полночь», «Чёрный обелиск» і композицій на вірші Бодлера: «Литании Сатане», «Сплин», «Фантастическая гравюра», «Цветы зла». Лише зрідка виконується «Вступление», «Болезнь», «Троянский конь».
З'являється знамените містичне театралізоване шоу «Чёрного обелиска», з потужним світлом, піротехнічними ефектами, скелетом на барабанній установці і «Татом» — фосфоресцуючим величезним черепом посередині сцени, котрий водив очима-лазерами. Пауз між піснями на концертах не було, замість цього звучали різні звукові ефекти: рев вогню, удари дзвона, гомін натовпу, шум дощу, бій годинника. Перед піснею «Абадонна» Анатолій Крупнов цитував речення з книги Михайла Булгакова «Майстер і Маргарита». А перед виконанням прикінцевого декамування «Чёрный обелиск» звучав його фірмовий  викрик: «Чёрный обелиск вітає своїх уболівальників!!! (рос. Чёрный обелиск приветствует своих болельщиков.)»
Укінці виступу звучали вибухи, а глядачів засліпював потужний магнієвий спалах, через що перед очима у них виникала світлова пляма, а коли очі адаптувалися, то на сцені уже нікого не було, — створювалося враження, що музиканти з неї просто зникли у один момент.
На афішах групи було написано «Тяжкі ритми, яскраве шоу, світлові ефекти, висока майстерність, видовище, доведене до драматизму, метал, метал і ще раз метал пропонує Вашій увазі ЧЁРНЫЙ ОБЕЛИСК».
У 1987 році при підтримці французів «Черный обелиск» робить свій перший професійний студийний запис, нею стала пісня «Полночь» (вона видана у Франції на збірній платівці радянських рок-груп «De Lenine a Lennon»). Також прі підтримці французької сторони на «Полночь» знімається видео-кліп.
У 1987 році Крупнов пише пісню «Женщина в чёрном».
У 1987-му «Черный обелиск» видав свій другий магнітофонний альбом. Запис був змонтований з п'ятьох концертів, котрі відбулися у травні у «Центральному домі туриста».
Так як половина програми була створена під враженням від віршів Бодлера, то назвали її «Цветы зла» (не плутати магнітофонний альбом «Цветы зла» зі схожим записом «Концерт у Центральному домі туриста»!).
У 1988 році у репертуарі «Чёрного обелиска» з'являються пісні «Серый святой» і «Цезарь», йде робота над новими композиціями і концертною програмою «Серый святой». Група практично постійно перебуває на гастролях. Однак у колективі назріває  конфлікт.
У липні 1988 року під час гастролей Молдовою виникає інцидент, який  призвоить до того, що по поверненні у Москву Анатолій Крупнов розформовує «Черный обелиск» і переходить на роботу бас-гітаристом у московський треш-металевий колектив «Shah».
Останнім записом «Черного обелиска» того періоду є магнітоальбом, названий просто «Последний концерт в Кишинёве».

### Відродження 1990—1997
Літом 1990 року Анатолій Крупнов йде з «Shah» і ухвалює відродити «Чёрный обелиск». Колектив був відновлений 1 серпня 1990 у складі: Анатолій Крупнов — бас-гітара, голос; Юрій Алєксєєв — гітара; Михайло Свєтлов — гітара; Сергій Комаров — барабани (екс «Легион», «Триумфальная арка»).
Крупнов пише пісні «Стена» і «We Got Enough», котрі гурт записує на репетиційній базі.
23 вересня 1990 року оновлений «Чёрный обелиск» вперше з'явився на сцені як хедлайнер фестивалю «Железный марш» у Палаці Культури «Крылья Советов». Група виконала чотири пісні: «Стена», «We Got Enough», «Полночь», «Чёрный обелиск».
Після цього концерту Анатолій Крупнов, незадоволений рівнем гри Михайла Свєтлова замінює його на колишнього гітариста групи «Е. З. Т.» Василя Білошицького.
У складі: Анатолій Крупнов — бас-гітара, вокал; Юрій Алєксєєв — гитара; Сергій Комаров — барабани; Василь Білошицький — гітара, у жовтні 1990 року на репетиційній базі записує демо «Життя після смерті» з чотирьох пісень.
13 листопада від кулі грабіжника трагічно загинув барабанщик Сергій Комаров. «Чёрный обелиск» знову перебуває на грані розпаду. Тим не менше команда відновлює прослуховування барабанщиків. На одне з них прийшов вісімнадцятирічний хлопець на ім'я Володимир Єрмаков (екс «Кантор», «Stainless»), котрий у результаті і став новим ударником гурту.
Уже наприкінці листопада відбувся перший виступ з участю Володимира Єрмакова — це був концерт пам'яті Сергія Комарова. 1 грудня колектив знов з'явився на великій сцені — на фестивалі «Треш-епідемія». Після цього «Черный обелиск» став готуватися до запису нового альбому.
Робота над записом нової програми походила наприкінці 1990 — початку 1991 років, і нарешті 28 березня 1991 року відроджений «Чёрный обелиск» випускає свій довгоочікуваний магнітофонний альбом «Стена».
Альбом «Стіна» був першою повноцінно-якісним записом «Черного обелиска». Він містив три нові пісні: «Стена», «We Got Enough», «Игрок»; чотири перероблені старі: «Серый святой» (1988), «Аве, Цезарь» (1988), «Меч» (1988), «Полночь» (1986); а також кавер-версію пісні AC/DC «Touch Too Much».
Альбом був концептуальним і всі пісні на записі, як і на концертах 1987—1988 років, йшли без пауз, — їх зв'язували різні звукові ефекти: бій годинника, шум вітру, звуки натовпу та ін. При цьому  музика гурту стала набагато потужнішою, щільнішою і динамічною, ніж раніше, а тексти більш конкретними і реалістичними. Володимир Єрмаков відмінно зігрався з Анатолієм Крупновим, Юрій Алєксєєв  повністю взяв на себе відповідальність за ритм-гітариста, а всі гітарні соло-партії на альбомі були виконані Василем Білошицьким.
Одна з головних відзнак  та особливостей альбому «Стіна» — віртуозна гра на бас-гітарі Анатолія Крупнова, котрий вважався на той момент одним з найкращих бас-гітаристів СРСР. Після виходу альбому «Чёрный обелиск» взявся за активну концертну діяльність.
На відміну від 1987—1988 років, тепер на сцені під час концертів не було ніякої мистичної атрибутики — тільки група, світло і шоу. При цьому більше стало спілкування Анатолія Крупнова з залом.
Ведуча на той момент компанія Бориса Зосимова BIZ Enterprises пропонує групі співпрацю. «Черный обелиск» грає на масштабних, багатотисячний фестивалях «Монстри року СРСР» і знімає два видео-кліпи на пісні «Стена» и «We Got Enough».
Тим часом йшла робота над новими піснями. Осінню 1991 року компанія BIZ Enterprises запропонувала «Чёрному обелиску» оперативно записати англомовну демо-стрічку і намагатися відправити її на Захід. Оскільки Юрій Алєксєєв на той момент не був у Москві, запис був здійснений втрьох: Анатолій Крупнов — бас-гітара, вокал; Володимир Єрмаков — барабани; Василь Білошицкий — гітара. Цей демо-запис (лише у 2003 році офіційно виданий на CD), названий «One more day» містив вісім абсолютно нових пісень «Чёрного обелиска».
В цілому 1991 рік був дуже успішним для групи, — відроджений «Чёрный обелиск» не тільки нагадав про своє існування, але і зайняв нові високі позиції у числі лідерів російської металевої сцени тієї пори.
У початку 1992 роки після гастролей  Україною Василь Білошицький залишає «Чёрный обелиск» і після чергових пошуків новим гітаристом стає Ігор Жирнов, відомий своєю сесійною роботою з безліччю російських поп рок-«зірок».
У травні 1992 року «Черный обелиск» бере участь у турі «Монстры рока по руинам Империи зла» спільно з гуртами «Sepultura», «Мастер», «Shah», «Э. С. Т.», у ході котрого представляє свою нову російськомовну програму.
Літом 1992 року «Черный обелиск» випускає один з найсильніших своїх альбомів «Еще один день». Він був записаний Євгеном Чайко на студії «Видеофильм» і виданий на вінілі компанією «Alien Records». Основою для цієї платівки послужили сім з восьми перероблених пісень з англомовного демо «One More Day», на котрі були написані російські слова.
Диск отримав позитивні рецензії провідних  російських металевих видань. При цьому в  стилістиці групи відбувся достатньо серйозний поворот.
Невдовзі після виходу альбому покидає гурт Ігор Жирнов і йому на заміну приходить гітарист Дмитро Борисенков.
У серпні 1992 року «Черный обелиск» брав участь у концерті «Рок на барикадах». Знімають три відео-кліпа — на пісні «Дорога в никуда», «День прошел, а ты все жив (Еще один день)» і «Убей их всех».
На початку 1993-го на студії BIZ Interpises записує демо «96 % + 415».
У травні 1993-го «Черный обелиск» збирає стадіони, на «розігріві» у групи «Accept», а у червні виступає на «розігріві» у «Faith No More».
У 1993 році Крупнов починає працювати з групою «Неприкасаемые» і у діяльності «Черного обелиска» настає перерва, зв'язана зі спільною кризою музики у країні. Гурт грає на локальних клубних концертах, а на великих площадках з'являється всього лише чотири рази за рік.
У 1994 році на SNC Records «Черный обелиск» записує зразу два альбоми — «Я остаюсь», котрий містив новий матеріал і ремейк магнітофонного альбому «Стена». Ці записи були видані лейблом BSA Records на CD.
У вересні 1994 року на CD перевидається альбом «Еще один день», і на компакт-касетах виходить подвійний збірник концертних записів «Память о прошлом».
У 1995 році перезаписуються найкращі ранні композиції, котрі видають під назвою «1986-1988». До кінця 1995 року з групи йдуть Юрій Алєксєєв, Володимир Єрмаков і Дмитро Борисенков. Анатолій Крупнов набирає новий склад «Черного обелиска», тепер гурт став грати втрьох: Анатолій Крупнов — бас-гітара, вокал; Дмитро Варшавчик — гітара; Олександр Митрофанов — барабани. З таким складом «Черный обелиск» святкує своє десятиліття, зігравши присвячений  до нього концерт. Літом 1996 року виступає на Байк-шоу, дає ряд клубних виступів (у клубах ПІЛОТ, МХАТ-woodstocк та ін.), гастрольних поїздок.
Починається робота над записом нового студійного альбому «Чёрного обелиска», який Крупнов планував назвати за книгою Еріха Марії Ремарка «Три товариша». Було написано понад 20 новий пісень. Але 27 лютого 1997 засновник колективу «Черный обелиск» Анатолій Крупнов помирає на студії від інфаркту.
Уже після смерті Крупнова, учасниками залишилися Дмитро Варшавчик і Олександр Митрофанов, які  з 1997 по 1998 рік  дописують і видають «Postальбом» (2000). У цьому альбомі частину пісень записано самим Крупновим, а також участь беруть Гарик Сукачов, Юрій Шевчук, Костянтин Кінчев, Олександр Ф. Скляр, Жан Сагадєєв. Ухвалюється рішення не випускати POSTальбом під ім'ям Чёрный Обелиск, оскільки у фінальний наклад увійшли пісні написані Анатолієм Крупновим до різних проектів. Для «Крупский Сотоварищи» (Автобус 666, С тобой, Мама, Иди за мной), для групи Чёрный Обелиск (Семь бед, Наркотик, Холодные дни, Отель исполненья желаний, Илья, Новая жизнь, ДЖС III, Бес, Чёрная принцесса) і спільного проекту з вокалістом гурту Ван-Моо Сергієм Савіним «Агитатор» (Белый танец, С тобой). Також у альбом увійшли ремікси на пісні В. С. Висоцького «Песенка ни про что, или то что случилось в Африке» (Жираф), Tom Waits — Yesterday Is Here, і «Плещут холодные волны» на вірші Я. Репнінського музика У. Д. Беневського і Ф. Н. Богородицкого.
Назва «Чёрный Обелиск» не розглядалася музикантами останнього скликання у відриві від імені батька засновника групи, і вони не планували продовжувати свою діяльність під цією назвою. У 2000 році у спорткомлексі «Олімпійський» відбувся POSTконцерт у пам'ять Анатолія Крупнова у якому взяли участь Гарик Сукачов і НЕПРИКАСАЕМЫЕ, Sergei Voronov and The Crossroadz, Роман Ягупов і Zdob si Zdub, Юрій Шевчук і ДДТ, Олександр Васильев і СПЛИН, а також Олександр Ф. Скляр, Сергій Савін, Кирило Немоляєв, Павло Фролов (+), Дмитро Борисенков, Рушан Аюпов, Дмитро Варшавчик, Олександр Митрофанов (+), Жан Сагадєєв (+) і багато інших. Зі сцени прозвучали практично всі нові пісні з POSTальбому і кілька класичних композицій Анатолія Крупнова.
Це був останній концерт гурту Чёрный Обелиск і колективу Крупский Сотоварищи, зокрема музикантів Олександра Митрофанова, Дмитра Варшавчика, Сергія Савіна, Рушана Аюпова, Петра Тихонова, поєднаних новий ідеями Анатолія Крупнова ще при його житті. На жаль, не дожили до концерту Олексій Єрмолін  і Олександр Косорунін.

### З 1999 року дотепер
Група возз'єдналася 1999 року разом з  Дмитром Борисенковим, Юрієм Алексєєвим, Володимиром Єрмаковим і Михайлом Свєтловим. Вокалістом і автором більшості пісень став Борисенков. На місце басиста прийшов Данило Захаренков («Е. З. Т.»).
У 2000 році гурт покинув Юрій Алєксєєв.
Перші альбоми «нового» Обеліска, у силу возз'єднання і втрати Крупнова, були досить тяжкими у плані текстового наповнення. Альбом «Пепел» (2002) можна вважати даниною музикантів засновнику групи. Пісня «Тебя больше нет» у концертному накладі 2000 (увійшла у збірник «пісні для радіо») року цілком передає настрій групи, їхнє ставлення і стан на момент возз'єдання. Тож Анатолій був не тільки музикантом і засновником групи, але був їхнім другом, біль від втрати  котрого «нові обеліски» виклали у віршах і музиці. Відтак учасники записали і перевидали кілька старих записів.
У 2004 році гурт записує альбом «Нервы».
У 2006 році видається «Зелёный альбом».
У 2011 році групу покидає ударник Володимир Єрмаков. Його замінює Максим Олійник («Иван-Царевич»).
21 січня 2012 року колектив випустив альбом, «Мёртвый сезон».
До двадцятиріччя групи вийшов триб'ют-альбом «A Tribute to Чёрный Обелиск. XXV».
30 січня 2013 року відбувся ексклюзивний реліз на порталі ThankYou.ru альбому «Мой мир». У наклад, що вийшов на двох CD, увійшли найкращі пісні колективу за останні 14 років, повністю перезаписані і переаранжировані. Якісь треки змінилися не сильно, а якісь можна і не впізнати. Вперше у історії «Черного обелиска» у роботі над альбомом брали участь музиканти різних напрямків. Треки у їх виконані не тільки набрали нових барв, але і зазвучали на інших мовах. Окрім «обелісковців», у записах брали участь Лусіне Геворкян (Louna), Дмитро Спірін («Тараканы!», «Ракеты из России»), Михайло Житняков («Ария»), Іван Дем'ян («7БИ»), Дарія Ставрович («Слот»), Михайло Сидоренко («Фактор Страха»), Олексій Юзленко (Znaki), Максим Самосват, Володимир Насонов, Олексій Горшеньов («Кукрыниксы»), Андрій Подгайний («ТОК»), Андрій Контузов (Grizzly Knows No Remorse), Олег Жиляков (Catharsis) і Михайло Семенов («Декабрь»).
1 жовтня 2013 року група випустила свій новий максі-сингл під назвою «Вверх!». У пластинку увійшли новий пісень, перезаписана композиція з альбому «Пепел» і акустична версія одного з нових треків.
20 травня 2014 року видано сингл «Марш революції», а 4 листопада видано сингл «Душа».
У 2015 році вийшов альбом «Революция», котрий став культовим у історії групи. У 2016 році музиканти поїхали у масштабний тур Росією на честь 30-річчя групи.
Гурт Чёрный обелиск записує перший у своїй історії акустичний альбом. 18 жовтня 2017 видано сингл «Осколки».

## Склад

### Учасники
- Дмитро Борисенков — вокал, гітара (1992—1995, 1999 — наші дні)
- Михайло Светлов — гітара (1986, 1987—1988, 1990, 1999 — наші дні)
- Данило Захаренков — бас-гітара, бек-вокал (1999 — наші дні)
- Максим Олійник — ударні(2011 — наші дні)
- Сергій Варламов — гітара, звукорежисер (2017— наші дні)

### Колишні учасники
- Анатолій Крупнов — бас-гітара, вокал (1986—1988, 1990—1997) †
- Юрій Анісімов — гітара (1986—1987)
- Микола Агафошкін — ударні (1986—1988)
- Юрій Алєксєєв — ритм-гітара, бек-вокал (1986—1988, 1990—1995, 2000)
- Сергій Комаров — ударні(1990) †
- Василь Білошицкий — гітара (1990—1992)
- Володимир Єрмаков — ударні (1990—1995, 2000—2011)
- Ігор Жирнов — гітара (1992)
- Дмитро Варшавчик — гітара (1995—2000)
- Олександр Митрофанов — ударні (1995—2000) †

## Дискографія

### Студійні альбоми
- 1991 — Стена
- 1991 — One More Day
- 1992 — Ещё один день
- 1994 — Я остаюсь
- 2002 — Пепел
- 2004 — Нервы
- 2006 — Зелёный альбом
- 2012 — Мёртвый сезон
- 2013 — Мой мир
- 2015 — Революция

### Концертні альбоми
- 1986 — Апокалипсис
- 1987 — Цветы зла
- 1988 — Последний концерт в Кишинёве
- 1994 — Память о прошлом (запис 1988—1993)
- 2004 — Пятница 13 (запис 13.11.1992 року)
- 2006 — Апокалипсис. Live (запис 1986—1987)

### Триб'ют
- 2012 — «A Tribute to Чёрный Обелиск. XXV», триб'ют-альбом до 25-річчя гурту.

### Реміксові альбоми-збірники
- 1994 — Стена
- 1995 — 86-88
- 2013 — Мой мир

### Демо, сингли і EP
- 1990 — Жизнь после смерти
- 1993 — 96 + 415
- 2000 — Песни для радио
- 2005 — Ангелы
- 2006 — Когда-нибудь
- 2009 — Чёрное / Белое
- 2013 — Вверх
- 2014 — Марш революции
- 2014 — Душа
- 2016 — Ира
- 2016 — Не имеет значения
- 2016 — Осень
- 2017 — Осколки

## Відеографія

### Відеоальбоми
- 2005 — Концерт в CDK МАИ (DVD)
- 2006 — 20 лет и ещё один день… (DVD, записи 90-х)
- 2010 — Концерт в Днепропетровске (інтернет-реліз)

### Відеокліпи
- 1988 — Полночь
- 1991 — Стена
- 1991 — We Got Enough
- 1991 — Серый Святой
- 1992 — Дорога в никуда
- 1992 — Ещё один день
- 1992 — Убей их всех
- 1994 — Пятая песня
- 1994 — Дом жёлтого сна
- 2002 — Тебя больше нет (пам'яті Анатолія Крупнова)
- 2003 — Kingdom Come (Manowar cover)
- 2016 — Не имеет значения
- 2016 — Художник

## Культура
- У компьютерній грі «Полный привод 2:HUMMER» у якості фонової музики використані такі композиції, як: «Мертвые не пишуть писем», «Шок и трепет» і «Свобода». Використана тільки інструментальна частина композицій, вокальна відсутня.